# 悉羅騰
悉羅騰（？-384年），字叔龍，范阳郡涿鹿县出身。五胡十六国时代前燕人物。

## 生平
出身范阳郡豪族，擅长围棋，与北平人乐抄齐名。出仕前燕，任尚书郎。
369年7月，东晋大司马桓温征前燕，进驻武阳郡（今濮阳、邯郸、聊城地域）。燕国方面，吴王慕容垂领兵5万迎敌，悉罗腾随军从征。前燕亦向前秦求援。8月，悉罗腾领兵击破并俘虏桓温手下斥候部队及其将段思。此外，悉罗腾派遣手下虎贲中郎将染干津挤破了魏、赵两国派来侧袭的李述军。两者都重创了桓温军的士气，最终晋军退兵。此后不久，慕容垂因居功自傲被迫出逃前秦。
对抗晋军北伐时，前燕许诺割让虎牢关以西土地，但是在战后反悔了，于是秦燕战争爆发。秦军一路公婆虎牢、洛阳、壶关、晋阳等。370年11月，前秦攻陷前燕都城邺城，前燕灭亡。慕容暐在逃亡失败后被掳去长安，被封为新兴侯。悉罗腾、慕容皇族及鲜卑四万户随行。悉罗腾在前秦被君主苻坚任命为三署郎。
淝水之战后，慕容垂、慕容泓分别独立，建立后燕和西燕。慕容泓威胁苻坚交出慕容暐但被拒绝。384年11月，慕容暐在长安城内组织鲜卑人试图推翻苻坚，悉罗腾参与谋事。
12月，慕容暐以其子结婚为由邀请苻坚前往其新居做客。实际上慕容暐预备了刺客准备借此暗杀苻坚。慕容暐命悉罗腾和屈突鉄侯一同参与。但刺杀未成而事泄，苻坚将悉罗腾拿住拷问。悉罗腾在拷问中全部交代后被杀害。慕容暐及其全族以及城内所有鲜卑人皆以谋反被杀。